# شهرستان کربلاغ
شهرستان کربلاغ (به قزاقی: Кербұлақ ауданы، كەربۇلاق اۋدانى) یک شهرستان در قزاقستان است که در استان جتی‌سو واقع شده‌است.

## خصوصیات
شهرستان کربلاغ ۱۱٬۵۰۰ کیلومترمربع مساحت و ۴۹٬۶۳۳ نفر جمعیت دارد.